# Росэнергоатом
АО «Концерн Росэнергоатом» — российская энергетическая компания, оператор российских атомных электростанций. Входит в состав госкорпорации «Росатом» и представляет её энергетический дивизион.
Основой деятельности концерна является производство электрической и тепловой энергии на атомных станциях. В состав концерна входят все десять действующих российских атомных станций (35 энергоблоков) общей установленной мощностью 29 ГВт. На начало 2019 года тремя крупнейшими АЭС по суммарной мощности работающих энергоблоков в России являются: Ростовская АЭС (более 3,9 тыс. МВт), Ленинградская АЭС (более 3,25 тыс. МВт), Калининская АЭС (более 3,2 МВт).
В 2024 году акционерами компании являются АО «Атомэнергопром» (99,9966 %) и Госкорпорация «Росатом» (0,0034 %).
Полное наименование: Акционерное общество «Российский концерн по производству электрической и тепловой энергии на атомных станциях» (АО «Концерн Росэнергоатом»).

## История
Государственное предприятие «Концерн Росэнергоатом» было образовано указом президента России от 7 сентября 1992 № 1055 «Об эксплуатирующей организации атомных станций Российской Федерации». Согласно этому документу, имущество атомных станции России закреплялось за «Росэнергоатомом» на праве полного хозяйственного ведения и в соответствии с заключенным с Госкомимуществом договором. При этом АЭС сохраняли самостоятельность и права юридических лиц.
По распоряжению правительства России от 8 сентября 2001 года «Концерн Росэнергоатом» был преобразован в федеральное государственное унитарное предприятие путём присоединения к нему двадцати государственных предприятий, в числе которых девять действующих и шесть строящихся атомных станций. Это позволило компании самостоятельно выступать на рынке электроэнергии, занимаясь продажей вырабатываемой АЭС энергии платежеспособным потребителям.
В июле 2007 года постановлением правительства было создано ОАО «Атомэнергопром», в рамках которого были консолидированы гражданские активы российской атомной отрасли. Среди прочих атомных компаний в 2008 году в собственность «Атомэнергопрома» был передан и «Росэнергоатом». Одновременно с этим ФГУП Концерн «Росэнергоатом» было реорганизовано в ОАО «Концерн Энергоатом». В 2009 году решением «Атомэнергопрома» название концерна были изменено на «Российский концерн по производству электрической и тепловой энергии на атомных станциях» (ОАО «Концерн Росэнергоатом»). В декабре 2015 реорганизовано в АО «Концерн Росэнергоатом».
В 2011 году помимо ОАО «Атомэнергопром» акционером компании стала также госкорпорация «Росатом». По состоянию на конец 2015 года «Атомэнергопрому» принадлежало 91,6 % акций концерна, «Росатому» — 8,4 % акций. На конец 2018 года доля «Росатома» составляла 13,92 %, «Атомэнергопрома» — 86,08 %.
В первом квартале 2018 года АО «Концерн Росэнергоатом» заключил контракт с ЗАО «Армянская атомная электростанция» на оказание содействия в совершенствовании нормативной базы в области атомной энергетики Армении. Данный контракт стал первым в международной практике Госкорпорации «Росатом» с зарубежным заказчиком.
В 2024 году акционерами компании являются АО «Атомэнергопром» (99,9966 %) и Госкорпорация «Росатом» (0,0034 %).

## Структура и управление
«Концерн Росэнергоатом» включает в свой состав на правах филиалов все действующие атомные электростанции России, а также дирекции строящихся АЭС, заграничные филиалы и отдельные управления, дирекции и центры.
|         |         |         |         |                                                                    |                                                                    |                                                                    |                                                                    |                                                                    |                                                                    |                           |                           | Центральный аппарат ОАО «Концерн Роэнергоатом» |                           |                     |                     |                                   |                                   |                                   |                                   |                                            |                                            |                                            |                                            |                                            |                                            |  |  |  |  |  |  |  |  |  |  |  |  |  |  |
|         |         |         |         |                                                                    |                                                                    |                                                                    |                                                                    |                                                                    |                                                                    |                           |                           |                                                |                           |                     |                     |                                   |                                   |                                   |                                   |                                            |                                            |                                            |                                            | Представительство в КНР (г. Ляньюньган)    |                                            |  |  |  |  |  |  |  |  |  |  |  |  |  |  |
|         |         |         |         |                                                                    |                                                                    |                                                                    |                                                                    |                                                                    |                                                                    |                           |                           |                                                |                           |                     |                     |                                   |                                   |                                   |                                   |                                            |                                            |                                            |                                            |                                            |                                            |  |  |  |  |  |  |  |  |  |  |  |  |  |  |
| Филиалы | Филиалы | Филиалы | Филиалы | Филиалы                                                            | Филиалы                                                            |                                                                    |                                                                    | Филиалы — действующие АЭС                                          | Филиалы — действующие АЭС                                          | Филиалы — действующие АЭС | Филиалы — действующие АЭС | Филиалы — действующие АЭС                      | Филиалы — действующие АЭС |                     |                     | Филиалы — дирекции строящихся АЭС | Филиалы — дирекции строящихся АЭС | Филиалы — дирекции строящихся АЭС | Филиалы — дирекции строящихся АЭС | Филиалы — дирекции строящихся АЭС          | Филиалы — дирекции строящихся АЭС          |                                            |                                            |                                            |                                            |  |  |  |  |  |  |  |  |  |  |  |  |  |  |
| Филиалы | Филиалы | Филиалы | Филиалы | Филиалы                                                            | Филиалы                                                            |                                                                    |                                                                    | Филиалы — действующие АЭС                                          | Филиалы — действующие АЭС                                          | Филиалы — действующие АЭС | Филиалы — действующие АЭС | Филиалы — действующие АЭС                      | Филиалы — действующие АЭС |                     |                     | Филиалы — дирекции строящихся АЭС | Филиалы — дирекции строящихся АЭС | Филиалы — дирекции строящихся АЭС | Филиалы — дирекции строящихся АЭС | Филиалы — дирекции строящихся АЭС          | Филиалы — дирекции строящихся АЭС          |                                            |                                            |                                            |                                            |  |  |  |  |  |  |  |  |  |  |  |  |  |  |
|         |         |         |         | Научно технический центр по аварийно-техническим работам           | Научно технический центр по аварийно-техническим работам           | Научно технический центр по аварийно-техническим работам           | Научно технический центр по аварийно-техническим работам           | Научно технический центр по аварийно-техническим работам           | Научно технический центр по аварийно-техническим работам           |                           |                           | Балаковская АЭС                                | Балаковская АЭС           | Балаковская АЭС     | Балаковская АЭС     | Балаковская АЭС                   | Балаковская АЭС                   |                                   |                                   | Дирекция строящейся Ленинградской АЭС-2    | Дирекция строящейся Ленинградской АЭС-2    | Дирекция строящейся Ленинградской АЭС-2    | Дирекция строящейся Ленинградской АЭС-2    | Дирекция строящейся Ленинградской АЭС-2    | Дирекция строящейся Ленинградской АЭС-2    |  |  |  |  |  |  |  |  |  |  |  |  |  |  |
|         |         |         |         | Научно технический центр по аварийно-техническим работам           | Научно технический центр по аварийно-техническим работам           | Научно технический центр по аварийно-техническим работам           | Научно технический центр по аварийно-техническим работам           | Научно технический центр по аварийно-техническим работам           | Научно технический центр по аварийно-техническим работам           |                           |                           | Балаковская АЭС                                | Балаковская АЭС           | Балаковская АЭС     | Балаковская АЭС     | Балаковская АЭС                   | Балаковская АЭС                   |                                   |                                   | Дирекция строящейся Ленинградской АЭС-2    | Дирекция строящейся Ленинградской АЭС-2    | Дирекция строящейся Ленинградской АЭС-2    | Дирекция строящейся Ленинградской АЭС-2    | Дирекция строящейся Ленинградской АЭС-2    | Дирекция строящейся Ленинградской АЭС-2    |  |  |  |  |  |  |  |  |  |  |  |  |  |  |
|         |         |         |         |                                                                    |                                                                    |                                                                    |                                                                    |                                                                    |                                                                    |                           |                           |                                                |                           |                     |                     |                                   |                                   |                                   |                                   |                                            |                                            |                                            |                                            |                                            |                                            |  |  |  |  |  |  |  |  |  |  |  |  |  |  |
|         |         |         |         | Дирекция по сооружению и эксплуатации ПАТЭС                        | Дирекция по сооружению и эксплуатации ПАТЭС                        | Дирекция по сооружению и эксплуатации ПАТЭС                        | Дирекция по сооружению и эксплуатации ПАТЭС                        | Дирекция по сооружению и эксплуатации ПАТЭС                        | Дирекция по сооружению и эксплуатации ПАТЭС                        |                           |                           | Билибинская АЭС                                | Билибинская АЭС           | Билибинская АЭС     | Билибинская АЭС     | Билибинская АЭС                   | Билибинская АЭС                   |                                   |                                   | Дирекция строящейся Нововоронежской АЭС ** | Дирекция строящейся Нововоронежской АЭС ** | Дирекция строящейся Нововоронежской АЭС ** | Дирекция строящейся Нововоронежской АЭС ** | Дирекция строящейся Нововоронежской АЭС ** | Дирекция строящейся Нововоронежской АЭС ** |  |  |  |  |  |  |  |  |  |  |  |  |  |  |
|         |         |         |         | Дирекция по сооружению и эксплуатации ПАТЭС                        | Дирекция по сооружению и эксплуатации ПАТЭС                        | Дирекция по сооружению и эксплуатации ПАТЭС                        | Дирекция по сооружению и эксплуатации ПАТЭС                        | Дирекция по сооружению и эксплуатации ПАТЭС                        | Дирекция по сооружению и эксплуатации ПАТЭС                        |                           |                           | Билибинская АЭС                                | Билибинская АЭС           | Билибинская АЭС     | Билибинская АЭС     | Билибинская АЭС                   | Билибинская АЭС                   |                                   |                                   | Дирекция строящейся Нововоронежской АЭС ** | Дирекция строящейся Нововоронежской АЭС ** | Дирекция строящейся Нововоронежской АЭС ** | Дирекция строящейся Нововоронежской АЭС ** | Дирекция строящейся Нововоронежской АЭС ** | Дирекция строящейся Нововоронежской АЭС ** |  |  |  |  |  |  |  |  |  |  |  |  |  |  |
|         |         |         |         |                                                                    |                                                                    |                                                                    |                                                                    |                                                                    |                                                                    |                           |                           |                                                |                           |                     |                     |                                   |                                   |                                   |                                   |                                            |                                            |                                            |                                            |                                            |                                            |  |  |  |  |  |  |  |  |  |  |  |  |  |  |
|         |         |         |         | Проектно-конструкторский филиал                                    | Проектно-конструкторский филиал                                    | Проектно-конструкторский филиал                                    | Проектно-конструкторский филиал                                    | Проектно-конструкторский филиал                                    | Проектно-конструкторский филиал                                    |                           |                           | Белоярская АЭС                                 | Белоярская АЭС            | Белоярская АЭС      | Белоярская АЭС      | Белоярская АЭС                    | Белоярская АЭС                    |                                   |                                   | Дирекция строящейся Балтийской АЭС         | Дирекция строящейся Балтийской АЭС         | Дирекция строящейся Балтийской АЭС         | Дирекция строящейся Балтийской АЭС         | Дирекция строящейся Балтийской АЭС         | Дирекция строящейся Балтийской АЭС         |  |  |  |  |  |  |  |  |  |  |  |  |  |  |
|         |         |         |         | Проектно-конструкторский филиал                                    | Проектно-конструкторский филиал                                    | Проектно-конструкторский филиал                                    | Проектно-конструкторский филиал                                    | Проектно-конструкторский филиал                                    | Проектно-конструкторский филиал                                    |                           |                           | Белоярская АЭС                                 | Белоярская АЭС            | Белоярская АЭС      | Белоярская АЭС      | Белоярская АЭС                    | Белоярская АЭС                    |                                   |                                   | Дирекция строящейся Балтийской АЭС         | Дирекция строящейся Балтийской АЭС         | Дирекция строящейся Балтийской АЭС         | Дирекция строящейся Балтийской АЭС         | Дирекция строящейся Балтийской АЭС         | Дирекция строящейся Балтийской АЭС         |  |  |  |  |  |  |  |  |  |  |  |  |  |  |
|         |         |         |         |                                                                    |                                                                    |                                                                    |                                                                    |                                                                    |                                                                    |                           |                           |                                                |                           |                     |                     |                                   |                                   |                                   |                                   |                                            |                                            |                                            |                                            |                                            |                                            |  |  |  |  |  |  |  |  |  |  |  |  |  |  |
|         |         |         |         | Технологический филиал                                             | Технологический филиал                                             | Технологический филиал                                             | Технологический филиал                                             | Технологический филиал                                             | Технологический филиал                                             |                           |                           | Калининская АЭС                                | Калининская АЭС           | Калининская АЭС     | Калининская АЭС     | Калининская АЭС                   | Калининская АЭС                   |                                   |                                   | Дирекция строящейся Курской АЭС            | Дирекция строящейся Курской АЭС            | Дирекция строящейся Курской АЭС            | Дирекция строящейся Курской АЭС            | Дирекция строящейся Курской АЭС            | Дирекция строящейся Курской АЭС            |  |  |  |  |  |  |  |  |  |  |  |  |  |  |
|         |         |         |         | Технологический филиал                                             | Технологический филиал                                             | Технологический филиал                                             | Технологический филиал                                             | Технологический филиал                                             | Технологический филиал                                             |                           |                           | Калининская АЭС                                | Калининская АЭС           | Калининская АЭС     | Калининская АЭС     | Калининская АЭС                   | Калининская АЭС                   |                                   |                                   | Дирекция строящейся Курской АЭС            | Дирекция строящейся Курской АЭС            | Дирекция строящейся Курской АЭС            | Дирекция строящейся Курской АЭС            | Дирекция строящейся Курской АЭС            | Дирекция строящейся Курской АЭС            |  |  |  |  |  |  |  |  |  |  |  |  |  |  |
|         |         |         |         |                                                                    |                                                                    |                                                                    |                                                                    |                                                                    |                                                                    |                           |                           |                                                |                           |                     |                     |                                   |                                   |                                   |                                   |                                            |                                            |                                            |                                            |                                            |                                            |  |  |  |  |  |  |  |  |  |  |  |  |  |  |
|         |         |         |         | Филиал в Турции (г. Анкара) *                                      | Филиал в Турции (г. Анкара) *                                      | Филиал в Турции (г. Анкара) *                                      | Филиал в Турции (г. Анкара) *                                      | Филиал в Турции (г. Анкара) *                                      | Филиал в Турции (г. Анкара) *                                      |                           |                           | Кольская АЭС                                   | Кольская АЭС              | Кольская АЭС        | Кольская АЭС        | Кольская АЭС                      | Кольская АЭС                      |                                   |                                   | Дирекция строящейся Нижегородской АЭС      | Дирекция строящейся Нижегородской АЭС      | Дирекция строящейся Нижегородской АЭС      | Дирекция строящейся Нижегородской АЭС      | Дирекция строящейся Нижегородской АЭС      | Дирекция строящейся Нижегородской АЭС      |  |  |  |  |  |  |  |  |  |  |  |  |  |  |
|         |         |         |         | Филиал в Турции (г. Анкара) *                                      | Филиал в Турции (г. Анкара) *                                      | Филиал в Турции (г. Анкара) *                                      | Филиал в Турции (г. Анкара) *                                      | Филиал в Турции (г. Анкара) *                                      | Филиал в Турции (г. Анкара) *                                      |                           |                           | Кольская АЭС                                   | Кольская АЭС              | Кольская АЭС        | Кольская АЭС        | Кольская АЭС                      | Кольская АЭС                      |                                   |                                   | Дирекция строящейся Нижегородской АЭС      | Дирекция строящейся Нижегородской АЭС      | Дирекция строящейся Нижегородской АЭС      | Дирекция строящейся Нижегородской АЭС      | Дирекция строящейся Нижегородской АЭС      | Дирекция строящейся Нижегородской АЭС      |  |  |  |  |  |  |  |  |  |  |  |  |  |  |
|         |         |         |         |                                                                    |                                                                    |                                                                    |                                                                    |                                                                    |                                                                    |                           |                           |                                                |                           |                     |                     |                                   |                                   |                                   |                                   |                                            |                                            |                                            |                                            |                                            |                                            |  |  |  |  |  |  |  |  |  |  |  |  |  |  |
|         |         |         |         | «Ресурс-Болгария» ФИП                                              | «Ресурс-Болгария» ФИП                                              | «Ресурс-Болгария» ФИП                                              | «Ресурс-Болгария» ФИП                                              | «Ресурс-Болгария» ФИП                                              | «Ресурс-Болгария» ФИП                                              |                           |                           | Курская АЭС                                    | Курская АЭС               | Курская АЭС         | Курская АЭС         | Курская АЭС                       | Курская АЭС                       |                                   |                                   | Дирекция строящейся Воронежской АСТ        | Дирекция строящейся Воронежской АСТ        | Дирекция строящейся Воронежской АСТ        | Дирекция строящейся Воронежской АСТ        | Дирекция строящейся Воронежской АСТ        | Дирекция строящейся Воронежской АСТ        |  |  |  |  |  |  |  |  |  |  |  |  |  |  |
|         |         |         |         | «Ресурс-Болгария» ФИП                                              | «Ресурс-Болгария» ФИП                                              | «Ресурс-Болгария» ФИП                                              | «Ресурс-Болгария» ФИП                                              | «Ресурс-Болгария» ФИП                                              | «Ресурс-Болгария» ФИП                                              |                           |                           | Курская АЭС                                    | Курская АЭС               | Курская АЭС         | Курская АЭС         | Курская АЭС                       | Курская АЭС                       |                                   |                                   | Дирекция строящейся Воронежской АСТ        | Дирекция строящейся Воронежской АСТ        | Дирекция строящейся Воронежской АСТ        | Дирекция строящейся Воронежской АСТ        | Дирекция строящейся Воронежской АСТ        | Дирекция строящейся Воронежской АСТ        |  |  |  |  |  |  |  |  |  |  |  |  |  |  |
|         |         |         |         |                                                                    |                                                                    |                                                                    |                                                                    |                                                                    |                                                                    |                           |                           |                                                |                           |                     |                     |                                   |                                   |                                   |                                   |                                            |                                            |                                            |                                            |                                            |                                            |  |  |  |  |  |  |  |  |  |  |  |  |  |  |
|         |         |         |         | Научно-инженерный центр                                            | Научно-инженерный центр                                            | Научно-инженерный центр                                            | Научно-инженерный центр                                            | Научно-инженерный центр                                            | Научно-инженерный центр                                            |                           |                           | Ленинградская АЭС                              | Ленинградская АЭС         | Ленинградская АЭС   | Ленинградская АЭС   | Ленинградская АЭС                 | Ленинградская АЭС                 |                                   |                                   | Дирекция строящейся Костромской АЭС        | Дирекция строящейся Костромской АЭС        | Дирекция строящейся Костромской АЭС        | Дирекция строящейся Костромской АЭС        | Дирекция строящейся Костромской АЭС        | Дирекция строящейся Костромской АЭС        |  |  |  |  |  |  |  |  |  |  |  |  |  |  |
|         |         |         |         | Научно-инженерный центр                                            | Научно-инженерный центр                                            | Научно-инженерный центр                                            | Научно-инженерный центр                                            | Научно-инженерный центр                                            | Научно-инженерный центр                                            |                           |                           | Ленинградская АЭС                              | Ленинградская АЭС         | Ленинградская АЭС   | Ленинградская АЭС   | Ленинградская АЭС                 | Ленинградская АЭС                 |                                   |                                   | Дирекция строящейся Костромской АЭС        | Дирекция строящейся Костромской АЭС        | Дирекция строящейся Костромской АЭС        | Дирекция строящейся Костромской АЭС        | Дирекция строящейся Костромской АЭС        | Дирекция строящейся Костромской АЭС        |  |  |  |  |  |  |  |  |  |  |  |  |  |  |
|         |         |         |         |                                                                    |                                                                    |                                                                    |                                                                    |                                                                    |                                                                    |                           |                           |                                                |                           |                     |                     |                                   |                                   |                                   |                                   |                                            |                                            |                                            |                                            |                                            |                                            |  |  |  |  |  |  |  |  |  |  |  |  |  |  |
|         |         |         |         | Опытно-демонстрационный инженерный центр по выводу из эксплуатации | Опытно-демонстрационный инженерный центр по выводу из эксплуатации | Опытно-демонстрационный инженерный центр по выводу из эксплуатации | Опытно-демонстрационный инженерный центр по выводу из эксплуатации | Опытно-демонстрационный инженерный центр по выводу из эксплуатации | Опытно-демонстрационный инженерный центр по выводу из эксплуатации |                           |                           | Нововоронежская АЭС                            | Нововоронежская АЭС       | Нововоронежская АЭС | Нововоронежская АЭС | Нововоронежская АЭС               | Нововоронежская АЭС               |                                   |                                   | Дирекция строящейся Башкирской АЭС         | Дирекция строящейся Башкирской АЭС         | Дирекция строящейся Башкирской АЭС         | Дирекция строящейся Башкирской АЭС         | Дирекция строящейся Башкирской АЭС         | Дирекция строящейся Башкирской АЭС         |  |  |  |  |  |  |  |  |  |  |  |  |  |  |
|         |         |         |         | Опытно-демонстрационный инженерный центр по выводу из эксплуатации | Опытно-демонстрационный инженерный центр по выводу из эксплуатации | Опытно-демонстрационный инженерный центр по выводу из эксплуатации | Опытно-демонстрационный инженерный центр по выводу из эксплуатации | Опытно-демонстрационный инженерный центр по выводу из эксплуатации | Опытно-демонстрационный инженерный центр по выводу из эксплуатации |                           |                           | Нововоронежская АЭС                            | Нововоронежская АЭС       | Нововоронежская АЭС | Нововоронежская АЭС | Нововоронежская АЭС               | Нововоронежская АЭС               |                                   |                                   | Дирекция строящейся Башкирской АЭС         | Дирекция строящейся Башкирской АЭС         | Дирекция строящейся Башкирской АЭС         | Дирекция строящейся Башкирской АЭС         | Дирекция строящейся Башкирской АЭС         | Дирекция строящейся Башкирской АЭС         |  |  |  |  |  |  |  |  |  |  |  |  |  |  |
|         |         |         |         |                                                                    |                                                                    |                                                                    |                                                                    |                                                                    |                                                                    |                           |                           |                                                |                           |                     |                     |                                   |                                   |                                   |                                   |                                            |                                            |                                            |                                            |                                            |                                            |  |  |  |  |  |  |  |  |  |  |  |  |  |  |
|         |         |         |         | Управление сооружением объектов                                    | Управление сооружением объектов                                    | Управление сооружением объектов                                    | Управление сооружением объектов                                    | Управление сооружением объектов                                    | Управление сооружением объектов                                    |                           |                           | Ростовская АЭС                                 | Ростовская АЭС            | Ростовская АЭС      | Ростовская АЭС      | Ростовская АЭС                    | Ростовская АЭС                    |                                   |                                   |                                            |                                            |                                            |                                            |                                            |                                            |  |  |  |  |  |  |  |  |  |  |  |  |  |  |
|         |         |         |         | Управление сооружением объектов                                    | Управление сооружением объектов                                    | Управление сооружением объектов                                    | Управление сооружением объектов                                    | Управление сооружением объектов                                    | Управление сооружением объектов                                    |                           |                           | Ростовская АЭС                                 | Ростовская АЭС            | Ростовская АЭС      | Ростовская АЭС      | Ростовская АЭС                    | Ростовская АЭС                    |                                   |                                   |                                            |                                            |                                            |                                            |                                            |                                            |  |  |  |  |  |  |  |  |  |  |  |  |  |  |
|         |         |         |         |                                                                    |                                                                    |                                                                    |                                                                    |                                                                    |                                                                    |                           |                           |                                                |                           |                     |                     |                                   |                                   |                                   |                                   |                                            |                                            |                                            |                                            |                                            |                                            |  |  |  |  |  |  |  |  |  |  |  |  |  |  |
|         |         |         |         |                                                                    |                                                                    |                                                                    |                                                                    |                                                                    |                                                                    |                           |                           | Смоленская АЭС                                 |                           |                     |                     |                                   |                                   |                                   |                                   |                                            |                                            |                                            |                                            |                                            |                                            |  |  |  |  |  |  |  |  |  |  |  |  |  |  |
|         |         |         |         |                                                                    |                                                                    |                                                                    |                                                                    |                                                                    |                                                                    |                           |                           |                                                |                           |                     |                     |                                   |                                   |                                   |                                   |                                            |                                            |                                            |                                            |                                            |                                            |  |  |  |  |  |  |  |  |  |  |  |  |  |  |

* — в стадии ликвидации
** — в стадии ликвидации в связи с объединением с филиалом Нововоронежской АЭС
В число дочерних компаний корпорации входят:
- АО «Атомтехэкспорт» — инжиниринговая компания, специализирующаяся на сопровождении работ на зарубежных АЭС;
- АО «ИКАО» — строительная компания;
- АО «КОНСИСТ-ОС» — проектирование, производство и монтаж систем контроля, управления и диагностики, системы связи;
- АО «Русатом Сервис» — продвижения сервисных услуг для АЭС, в том числе на зарубежном рынке;
- АО «Атомэнергоремонт» — эксплуатирующая организация при ремонте, реконструкции и модернизации АЭС;
- АО «Балтийская АЭС» — поиск инвестиций для сооружения Балтийской АЭС;
- АО «ВНИИАЭС» — повышение надёжности и продление сроков эксплуатации АЭС;
- АО «ЭНИЦ» — повышение безопасности и эффективности АЭС;
- ООО «Энергоатоминвест» — организация пассажирских и грузоперевозок, питания, бытовых услуг и т. д.;
- АО «Атомтранс» — организация пассажирских и грузоперевозок;
- АО ВПО «ЗАЭС» — услуги по контролю качества и проведению экспертиз;
- АО «НИЦ АЭС» — повышение качества и безопасности оборудования;
- АО «Атомтехэнерго» — инжиниринговая компания, специализирующаяся на пусконаладочных работах и испытаниях на вновь вводимых и модернизируемых блоках АЭС;
- АО ПНФ «Термоксид» — производство неорганических сорбентов, научные исследования;
- АО «БАЭС-2»;
- АО «Потаповский».

Согласно федеральному закону РФ «Об акционерных обществах» в структуру управления «Росэнергоатома» входят общее собрание акционеров, совет директоров и генеральный директор. Совет директоров осуществляет общее руководство деятельностью концерна и состоит из пяти членов, один из которых — Андрей Петров, является также генеральным директором корпорации. Остальные четыре члена Совета исполняют различные функции в структуре госкорпорации «Росатом». Таким образом, по состоянию на конец 2015 года в состав совета директоров входят:
- Александр Маркович Локшин — председатель Совета, первый заместитель генерального директора по операционному управлению госкорпорации «Росатом»;
- Кирилл Борисович Комаров — директор ОАО «Атомэнергопром», заместитель генерального директора по развитию и международному бизнесу госкорпорации «Росатом»;
- Андрей Ювенальевич Петров — генеральный директор АО «Концерн Росэнергоатом» (занимает должность c 7 сентября 2015 года[11]);
- Борис Георгиевич Силин — советник Дирекции по ядерному энергетическому комплексу госкорпорации «Росатом»;
- Сергей Анатольевич Адамчик — генеральный инспектор госкорпорации «Росатом».

## Деятельность
Основой деятельности концерна является производство электрической и тепловой энергии на атомных станциях. В состав концерна входят все десять действующих российских атомных станций (35 энергоблоков) общей установленной мощностью 29 ГВт.
По оперативным данным на январь 2019 года эксплуатируется 35 энергоблоков суммарной мощностью 29 ГВт (из них 20 — с водо-водяными реакторами под давлением (ВВЭР), в том числе 13 реакторов типа ВВЭР-1000, 2 реактора типа ВВЭР-1200 и 5 реакторов типа ВВЭР-440; 13 энергоблоков с канальными кипящими реакторами, в том числе 10 реакторов типа РБМК-1000 и 3 реактора типа ЭГП-6, а также 2 энергоблока с реактором на быстрых нейтронах с натриевым охлаждением (БН-600 и БН-800).
Балаковская АЭС — крупнейший производитель электроэнергии в России. В 2015 году станцией было выработано 32,7 млрд кВт•ч, что составляет 16,8 % от всей электроэнергии «Росэнергоатома». КИУМ в 2015 году составил 93,5 %. Расположена в Саратовской области в 12,5 км от города Балаково и в 145 км от Саратова. Первый энергоблок был пущен 28 декабря 1985 года. Действует четыре энергоблока с реакторами ВВЭР-1000 (установленная мощность каждого реактора — 1000 МВт). Предполагается продление срока действия энергоблока N4 (реактор ВВЭР-1000) до 2053 года (назначенный срок эксплуатации — 2023 год). В 2018 году станцией было выработано 31,861 млрд кВт•ч. Это 15,6 % от всей электроэнергии «Росэнергоатома» в 2018 году.
Белоярская АЭС — единственная в России АЭС с реактором на быстрых нейтронах. В 2015 году станцией было выработано 4,5 млрд кВт•ч, что составляет 2,3 % от всей электроэнергии концерна. КИУМ в 2015 году составил 86,1 %. Расположена в Свердловской области в 3,5 км от города Заречного и в 45 км от Екатеринбурга. Действующий энергоблок (№ 3) с реактором БН-600 был запущен 8 апреля 1980 года (установленная мощность реактора — 600 МВт). 10 декабря 2015 года был осуществлен пуск энергоблока № 4 с реактором БН-800. В 2018 году БелАЭС работала 8,838 млрд кВт•ч электроэнергии, что составляет 4,3 % всей электроэнергии Концерна.
Билибинская АЭС — самая маломощная из атомных электростанций России. В 2015 году станцией было выработано 0,2 млрд кВт•ч, что составляет всего 0,11 % от всей электроэнергии «Росэнергоатома». КИУМ в 2015 году составил 51,3 %. Расположена в Чукотском автономном округе в 4,5 км от города Билибино и в 610 км от Анадыри. Первый энергоблок был пущен 12 января 1974 года. Действует четыре энергоблока с реакторами ЭГП-6 (установленная мощность каждого реактора — 12 МВт). По итогам 2018 года станция выработал 212,3 млн кВт•ч. Это 0,1 % всей энерговыработки Концерна.
Калининская АЭС расположена в Тверской области в 4 км от города Удомли и в 125 км от Твери. В 2015 году станцией было выработано 33,4 млрд кВт•ч, что составляет 17,1 % от всей электроэнергии концерна. КИУМ в 2015 году составил 95,4 %. Первый энергоблок был пущен 9 мая 1984 года. Действует четыре энергоблока с реакторами ВВЭР-1000 (установленная мощность каждого реактора — 1000 МВт). В 2018 году АЭС выработала 35,188 млрд кВт•ч. Это составляет 17,2 % всей выработанной электроэнергии Концерном в 2018 году.
Кольская АЭС — первая АЭС России в Заполярье. В 2015 году станцией было выработано 9,5 млрд кВт•ч, что составляет 4,9 % от всей электроэнергии «Росэнергоатома». КИУМ в 2015 году составил 61,6 %. Расположена в Мурманской области в 11 км от города Полярные Зори и в 170 км от Мурманска. Первый энергоблок был пущен 29 июня 1973 года. Действует четыре энергоблока с реакторами ВВЭР-440 (установленная мощность каждого реактора — 440 МВт). Предполагается повторное продление эксплуатации энергоблока N2 (реактор ВВЭР-440), который был построен в 1974 году со сроком эксплуатации до 2004 года. В 2019 году заканчивается срок продления его эксплуатации, но решено его продлить повторно — до 2034 год. За 2018 год КолАЭС выработано 10,234 млрд кВт•ч, что составляет 5 % от всей электроэнергии, выработанной Концерном.
| \| Точка перед номером энергоблока отражает его статус: \| — работает \| — сооружается \| — законсервирован \| — выведен из эксплуатации \| \| --------------------------------------------------------------------------------------------------------------------------------------------------------------------------------------------------------------- \| ---------- \| ------------- \| ----------------- \| ------------------------- \| \| Таблица составлена по собственным данным госкорпорации «Росатом». См. Действующие АЭС. Сводная таблица // Государственная корпорация по атомной энергии «Росатом»: Официальный сайт. (Обновлено 9 ноября 2014.) \| \| \| \| \| |                                                   |                                             |                                                             |                                                         |
| |                                                   |                                             |                                                             |                                                         |
| Балаковская | Белоярская                                        | Билибинская                                 | Калининская                                                 | Кольская                                                |
| №1 — ВВЭР-1000 №2 — ВВЭР-1000 №3 — ВВЭР-1000 №4 — ВВЭР-1000 №5 — ВВЭР-1000 №6 — ВВЭР-1000 | №1 — АМБ-100 №2 — АМБ-200 №3 — БН-600 №4 — БН-800 | №1 — ЭГП-6 №2 — ЭГП-6 №3 — ЭГП-6 №4 — ЭГП-6 | №1 — ВВЭР-1000 №2 — ВВЭР-1000 №3 — ВВЭР-1000 №4 — ВВЭР-1000 | №1 — ВВЭР-440 №2 — ВВЭР-440 №3 — ВВЭР-440 №4 — ВВЭР-440 |
| Точка перед номером энергоблока отражает его статус: | — работает                                        | — сооружается                               | — законсервирован                                           | — выведен из эксплуатации                               |
| Таблица составлена по собственным данным госкорпорации «Росатом». См. Действующие АЭС. Сводная таблица // Государственная корпорация по атомной энергии «Росатом»: Официальный сайт. (Обновлено 9 ноября 2014.) |                                                   |                                             |                                                             |                                                         |

Курская АЭС — расположена в Курской области в 4 км от города Курчатов и в 40 км от Курска. В 2015 году станцией было выработано 29,7 млрд кВт•ч, что составляет 15,2 % от всей электроэнергии «Росэнергоатома». КИУМ в 2015 году составил 84,8 %. Первый энергоблок был пущен 12 декабря 1976 года. Действует четыре энергоблока с реакторами РБМК-1000 (установленная мощность каждого реактора — 1000 МВт). В 2018 году энергоблоки станции выработали 24,773 млрд кВт•ч. Это — 12,1 % всей выработанной электроэнергии Концерна. В данный момент идет строительство энергоблоков Курской АЭС-2 с реакторами ВВЭР-ТОИ (чистая мощность 1255 МВт).
Ленинградская АЭС — крупнейший производитель электроэнергии на Северо-Западе России. Расположена в Ленинградской области в 5 км от города Сосновый Бор и в 70 км от Санкт-Петербурга. В 2015 году станцией было выработано 27,4 млрд кВт•ч, что составляет 14,1 % от всей электроэнергии концерна. КИУМ в 2015 году составил 78,5 %. Первый энергоблок был пущен 21 декабря 1973 года. Действует четыре энергоблока с реакторами РБМК-1000 (установленная мощность каждого реактора — 1000 МВт). 21 декабря 2018 года в 23:30, после 45 лет эксплуатации, остановлен энергоблок № 1 серии РБМК-1000. С момента включения в сеть 21 декабря 1973 года энергоблок выработал 264,9 млрд кВтч электроэнергии. По итогам 2018 года ЛАЭС выработала 28,815 млрд кВт•ч (с учетом первого энергоблока ЛАЭС-2 с реактором ВВЭР-1200). Это составляет 14,1 % всей выработанной электроэнергии Концерна в 2018 году.
Нововоронежская АЭС — первая в России АЭС с водо-водяными реакторами. В 2015 году станцией было выработано 12,8 млрд кВт•ч, что составляет 6,6 % от электроэнергии, выработанной всеми российскими АЭС). КИУМ в 2015 году составил 79,9 %. Расположена в Воронежской области в 3,5 км от города Нововоронежа и в 45 км от областного центра. Первый энергоблок был запущен ещё 30 сентября 1964 года. Из ныне действующих энергоблоков первым был завершён энергоблок № 3 реактором ВВЭР-440 (установленная мощность реактора — 417 МВт). Также действуют энергоблоки № 4 и 5 с реакторами ВВЭР-440 и ВВЭР-1000 (мощность 417 и 1000 МВт) соответственно. Эксплуатация энергоблока № 4 НВАЭС была повторно продлена на 15 лет (включен в сеть в декабре 2018 года). В 2018 году АЭС выработала 15,971 млрд кВт•ч, что составляет 7,8 % всей выработанной электроэнергии Концерна в 2018 году.
Ростовская АЭС — первая АЭС в России, введённая в строй после распада СССР. В 2013 году станцией было выработано 20,5 млрд кВт•ч, что составляет 10,5 % от всей электроэнергии «Росэнергоатома». КИУМ в 2015 году составил 87,7 %. Расположена в Ростовской области в 16 км от города Волгодонска и в 250 км от Ростова-на-Дону. Первый энергоблок был пущен 30 марта 2001 года. Действует четыре энергоблока с реакторами ВВЭР-1000 (установленная мощность каждого реактора — 1000 МВт). В 2018 году АЭС выработала 29,370 млрд кВт•ч (включая энергоблок № 4, который был введен в эксплуатацию в сентябре 2018 года). Это составляет 14,4 % всей выработанной электроэнергии Концерна в 2018 году.
Смоленская АЭС — одна из крупнейших в России. В 2015 году станцией было выработано 24,2 млрд кВт•ч, что составляет 12,4 % от всей электроэнергии концерна. КИУМ в 2015 году составил 92 %. Расположена в Смоленской области в 4,5 км от города Десногорска и в 105 км от областного центра. Действует три энергоблока с реакторами РБМК-1000, первый из которых пущен 9 декабря 1982 года (установленная мощность каждого реактора — 1000 МВт). Предполагается продление срока действия энергоблока № 3 (реактор РБМК-1000) до 2034 года (назначенный срок эксплуатации — 2019 год). В 2018 году энергоблоки станции выработали 19,012 млрд кВт•ч, что составляет 9,3 % всей выработанной электроэнергии Концерна в 2018 году.
| \| Точка перед номером энергоблока отражает его статус: \| — работает \| — сооружается \| — законсервирован \| — выведен из эксплуатации \| \| --------------------------------------------------------------------------------------------------------------------------------------------------------------------------------------------------------------- \| ---------- \| ------------- \| ----------------- \| ------------------------- \| \| Таблица составлена по собственным данным госкорпорации «Росатом». См. Действующие АЭС. Сводная таблица // Государственная корпорация по атомной энергии «Росатом»: Официальный сайт. (Обновлено 9 ноября 2014.) \| \| \| \| \| |                                                                                             | |                                                             |                                                             |
| |                                                                                             | |                                                             |                                                             |
| Курская | Ленинградская                                                                               | Нововоронежская                                                                                      | Ростовская                                                  | Смоленская                                                  |
| №1 — РБМК-1000 №2 — РБМК-1000 №3 — РБМК-1000 №4 — РБМК-1000 №5 — РБМК-1000 №6 — РБМК-1000 | №1 — РБМК-1000 №2 — РБМК-1000 №3 — РБМК-1000 №4 — РБМК-1000 № 5 — ВВЭР-1200 № 6 — ВВЭР-1200 | №1 — ВВЭР-210 №2 — ВВЭР-365 №3 — ВВЭР-440 №4 — ВВЭР-440 №5 — ВВЭР-1000 №6 — ВВЭР-1200 №7 — ВВЭР-1200 | №1 — ВВЭР-1000 №2 — ВВЭР-1000 №3 — ВВЭР-1000 №4 — ВВЭР-1000 | №1 — РБМК-1000 №2 — РБМК-1000 №3 — РБМК-1000 №4 — РБМК-1000 |
| Точка перед номером энергоблока отражает его статус: | — работает                                                                                  | — сооружается                                                                                        | — законсервирован                                           | — выведен из эксплуатации                                   |
| Таблица составлена по собственным данным госкорпорации «Росатом». См. Действующие АЭС. Сводная таблица // Государственная корпорация по атомной энергии «Росатом»: Официальный сайт. (Обновлено 9 ноября 2014.) |                                                                                             | |                                                             |                                                             |

Инновационная деятельность концерна направлена на увеличение конкурентоспособности путём модернизации технологий и технического перевооружения мощностей. Осуществляется программа «Новая технологическая платформа: замкнутый ядерный топливный цикл и реакторы на быстрых нейтронах», одной из основных задач которой является создание образца реактора на быстрых нейтронах, конкурентоспособного по отношению к ВВЭР равной мощности. Данный образец сможет послужить основой для сооружения серии реакторов на быстрых нейтронах, работающих в замкнутом топливном цикле с минимальным потребление природного урана.
Другим важнейшим инновационным проектом является сооружение Плавучей атомной электростанции (ПАТЭС). Ввод ПАТЭС мощностью 70 МВт в эксплуатацию планируется в 2019 году, местом базирования выбран город Певек Чукотского автономного округа.
Также среди инновационных проектов Концерна — создание атомных станций малой мощности (АСММ) с разными типами реакторов, в том числе, энергоустановок альтернативной энергетики. Предполагается их использовать в том числе для проектов в Арктическом регионе. В 2018 году Концерн приступил к работе над Высокотемпературными газоохлаждаемыми реакторами (ВТГР), в рамках программы по освоению водородной энергетики, как одной из приоритетной в своей научно-технической работе.
В 2018 году Росэнергоатом направил на финансирование НИОКР 1, млрд рублей (в 2017 году направлено было также 1,7 млрд рублей, в 2016 году — 1,4 млрд рублей).
Кроме того, Концерн развивает деятельность за рубежом по обслуживанию АЭС. Спектр услуг «Росэнергоатома» другим странам: создание ядерной инфраструктуры, сооружение тренажеров для подготовки персонала к работе на АЭС, ввод объектов в эксплуатацию, сервисные работы и вывод АЭС из эксплуатации.
В рамках отраслевой направленности по повышению прибыли от новых бизнесов (непрофильных для «Росэнергоатома» продуктов в рамках ГК), Концерн развивает ядерные и неядерные проекты. Среди ядерных проектов — сервисное обслуживание АЭС и изготовление изотопов. Неядерные проекты — это расширение рынка сбыта электроэнергии, производство сорбентов, создание центров обработки данных (ЦОД). 10-летний портфель заказов по новым продуктам «Росэенрегоатома» оценивается в 46,71 млрд рублей.
Строительство ЦОД проекта «Менделеев» рядом с Калининской АЭС (она обеспечивает бесперебойное электроснабжение центра) завершено в 2018 году. Он создан в рамках правительственной программы «Цифровая экономика Российской Федерации». На данный момент он крупнейший в России и один из самых крупных в мире. Проект реализован совместно с ПАО «Ростелеком». В 2018 году открыта 1-я очередь, ее общее электропотребление составляет 48 МВт. Общая подведенная мощность ЦОД составит по оценкам 80 МВт.
По итогам 2018 года «Росэнергоатом» получил выручку в рамках проекта «Сервисное обслуживание АЭС за рубежом» в размере 13,12 млрд рублей, что почти втрое превышает показатель 2017 года. По сбыту электроэнергии (вне контура ГК «Росатом») выручка составила 58,10 млрд рублей (рост на 5 % к 2017 году).

## Показатели деятельности
«Росэнергоатом» является крупнейшей российской энергогенерирующей компанией (доля выработки — 18,1 %). По итогам 2018 года она составила 18,9 %. На мировом рынке производителей атомной энергии концерн занимает второе место, уступая по количеству энергоблоков, суммарной мощности реакторов и производству электроэнергии только французской государственной компании Électricité de France. По выработке электроэнергии компания занимает третье место в мире.
| Ведущие компании-операторы АЭС мира |                          |                  |                    |                |                   |                                    |                                    |                                    |
| Компания | Международное сокращение | Страна           | Число энергоблоков | Число площадок | Мощность, ГВт (э) | Производство электроэнергии, ТВт*ч | Производство электроэнергии, ТВт*ч | Производство электроэнергии, ТВт*ч |
| Компания | Международное сокращение | Страна           | Число энергоблоков | Число площадок | Мощность, ГВт (э) | 2011                               | 2012                               | 2013                               |
| Électricité de France | EDF                      | Франция          | 58                 | 19             | 63,1              | 423,5                              | 407,4                              | 403,7                              |
| Росэнергоатом | REA                      | Россия           | 34                 | 10             | 26,7              | 172,7                              | 177,3                              | 172,2                              |
| Korea Hydro & Nuclear Power | KHNP                     | Республика Корея | 23                 | 6              | 20,7              | 147,8                              | 143,6                              | 145,0                              |
| Exelon | Exelon                   | США              | 22                 | 13             | 17,4              | 131,7                              | 131,8                              | 134,0                              |
| Энергоатом | NNEGC                    | Украина          | 15                 | 4              | 13,1              | 84,9                               | 84,9                               | 79,0                               |
| Tokyo Electric Power Company | TEPCO                    | Япония           | 11                 | 3              | 12,2              | 42,9                               | 3,4                                | 0                                  |
| Источник: Сравнительные данные ведущих компаний, эксплуатирующих АЭС // Годовой отчет 2013. — Концерн Роэнергоатом, 2014. — С. 44. (Дата обращения: 9 декабря 2014) Обновлено по: Положение в электроэнергетике // Годовой отчет 2014. — Концерн Роэнергоатом, 2015. — С. 39. (Дата обращения: 22 марта 2016) |                          |                  |                    |                |                   |                                    |                                    |                                    |

В 2015 российскими АЭС было выработано 195,2 млрд кВт⋅ч.
Другим важным показателем работы концерна является коэффициент использования установленной мощности (КИУМ), рассчитывающийся как отношение фактической энерговыработки реакторной установки к энерговыработке при работе без остановок на номинальной мощности. В 2015 году КИУМ российских АЭС вырос с 81,6 % до 86,0 %. Коэффициент готовности (Кгот) повысился с 82,7 % до 88,8 %.
В 2019 году выработка электроэнергии российскими АЭС составила 208,78 млрд кВт/час. На начало 2019 года в России действуют 27 энергоблоков с продленным сроком эксплуатации, их суммарная установленная мощность — 18,8 ГВт. В 2018 году они выработали 942,28 млрд кВт∙ч электроэнергии.
В 2021 году выработка электроэнергии российскими АЭС составила 222,436 млрд кВтч (на 3,1 % больше выработки предыдущего года). На март 2022 года в состав концерна «Росэнергоатом» на правах филиалов входят 11 действующих АЭС, в эксплуатации находятся 37 энергоблоков (включая плавучий энергоблок ПАТЭС в составе 2-х реакторных установок) суммарной установленной мощностью свыше 29,5 ГВт. Доля атомной генерации составляет около 20 % от всего объема выработки электроэнергии в России.
Чистая прибыль за 2021 год 149,293 млрд рублей, валовая — 240,267 млрд рублей. EBITDA 280,5 млрд руб. Рост выручки обусловлен увеличением продаж мощности за счёт введенного в марте 2021 года в эксплуатацию энергоблока № 6 Ленинградской АЭС, а также восстановлением спроса на электроэнергию вследствие снятия ковидных ограничений 2020 года.

## 25-летие концерна
В 2017 году концерну «Росэнергоатом» исполнилось двадцать пять лет, двадцать три из них концерн тесно сотрудничает с французским гигантом Électricité de France (EDF) буквально во всех сферах эксплуатации атомных энергоблоков: от работы с кадрами до организации эффективных закупок, от инжиниринга и поддержки эксплуатации до ядерных рисков и страхования, обеспечивая безопасное использование атомной энергетики в XXI веке.
Уже в третий раз «Росэнергоатом» отмечает знаковые для концерна события совместно с Мультимедиа Арт Музеем, Москва. В рамках празднования 25-летнего юбилея «Росэнергоатома» возникла идея создания грандиозного фотопроекта, способного передать масштаб деятельности лидеров в сфере производства энергии. Для участия в проекте «Объединяющая энергия атома. Россия и Франция» были приглашены двадцать пять французских и пять российских фотографов.
«Французская» часть выставки представляет собой серию фоторепортажей о работе самых крупных и современных французских АЭС, а также о людях, которые осуществляют ежедневный контроль за жизненно важными системами станций, проводят плановые ремонты и модернизацию оборудования, обучают персонал компании. Российские фотографы получили особое задание. Каждый из них отправился в командировку на одну из системообразующих атомных электростанций России: Курскую, Ростовскую, Ленинградскую, Нововоронежскую и Белоярскую АЭС, чтобы рассказать зрителям свою историю. Игорь Верещагин, Тимофей Парщиков, Женя Миронов, Иван Михайлов и Дмитрий Лукьянов создали очень разные по форме, но одинаково сильные по содержанию проекты, которые вошли в российскую часть экспозиции.